# Sepp Semar
Sepp Semar (* 9. November 1901 in Zweibrücken; † 20. Oktober 1971 ebenda) war ein deutscher Maler und Grafiker.

## Leben

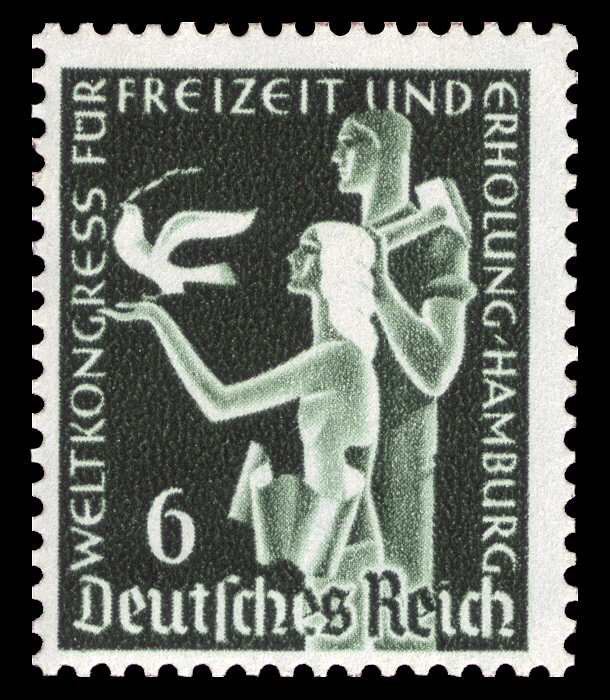
Von Sepp Semar 1936 gestaltete Briefmarke zum Weltkongress für Freizeit und Erholung in Hamburg

Semar war 1919 Hospitant an der Kreisbaugewerbeschule des Pfälzischen Kunstgewerbemuseum Kaiserslautern bei Hans Dietrich. 1920 begann er ein Studium an der Münchener Kunstgewerbeschule bei Fritz Helmuth Ehmcke und war zuletzt Meisterschüler von Richard Riemerschmid. Nach dem Studium ließ er sich 1924 in Kaiserslautern nieder und arbeitete vor allem als Gebrauchsgrafiker, zeitweilig auch mit Carl Maria Kiesel in einer Ateliergemeinschaft in Mannheim und im Rheinland. Ab 1928 war Semar dann auch an Landesgewerbeanstalt in Kaiserslautern unter dem dort lehrenden Graphiker Hans Dietrich als Assistent tätig. In dieser Zeit übernahm Semar zahlreiche gestaltende Aufträge für die Industrie und erhielt auch Aufträge der öffentlichen Hand.
1934 gründete Semar dann ein eigenes Atelier in Berlin, behielt aber seine Kaiserslauterer Werkstatt bei. In der Folgezeit erhielt er zahlreiche große Aufträge in der Hauptstadt, darunter Aufträge des Olympischen Büros während der Vorbereitung der Olympischen Sommerspiele 1936. 1938 durfte er die „Deutschlandschau“ in Griechenland gestalten. Die künstlerische Tätigkeit musste Semar dann 1943 unterbrechen, als er zum Wehrdienst eingezogen wurde. Bis zum Kriegsende diente er als Soldat.
1945 ließ sich Semar wieder in der Pfalz nieder und arbeitete dort als freischaffender Künstler und Grafiker. Er war 1947 Gründungsmitglied der Gewerkschaft Kulturschaffende im DGB, 1948 Mitinitiator der Pfälzischen Künstlerselbsthilfe, der Arbeitsgemeinschaft Pfälzer Künstler und des Bundes Deutscher Gebrauchsgraphiker. Ab 1955 erhielt Semar mehrere Aufträge staatl. Hochbauämter in Rheinland-Pfalz und durfte zahlreiche Werke im öffentlichen Raum schaffen.

## Werk
Als Grafiker verwirklichte Semar in den 1930er-Jahren zahlreiche Plakate für nationalsozialistische Organisationen, unter anderem für Kraft durch Freude, die Deutsche Arbeitsfront und die SA. Für die Olympischen Sommerspiele 1936 in Berlin entwarf er ebenfalls ein Plakat. Außerdem kreierte er Briefmarkenmuster für die Reichspost und zeichnete den Umschlag der Zeitschrift "Die Westmark". Auch für Firmen in Kaiserslautern war er tätig, darunter auch der Maschinenhersteller Pfaff. Für die Druckerei Carl Philipp Schmidt (heute Verpackungsunternehmen CP Schmidt) schuf er Plakate, Werbedrucke und Verpackungen. Um 1967 war er in Zweibrücken ansässig.

## Werke im öffentlichen Raum (Auswahl)
- Wandmosaik und farbiges Glasfenster am Empfangsgebäude der Dingler-Werke in Zweibrücken
- Sgraffito am Gebäude der Landwirtschaftsschule Kaiserslautern
- Sgraffito mit aufgesetzten Bandeisen an der Festhalle Zweibrücken
- Arbeit am Landratsamt Kaiserslautern
- Arbeit am Helmholtz-Gymnasium
- Schmuckwand im Rosengarten Zweibrücken

## Ausstellungen

### Einzelausstellungen
- 1972: Gedächtnisausstellung Sepp Semar, Pfalzgalerie Kaiserslautern, 20. Februar–15. März 1972
- 1972: Gedächtnisausstellung Sepp Semar, Foyer der Berufsschule Zweibrücken, 17. Juni–25. Juni 1972
- 2008: Sepp Semar (1901–1971) – Eine Retrospektive, Stadtmuseum Zweibrücken

### Gruppenausstellungen
- 1924: Junge Pfälzische Grafik, Pfälzisches Gewerbemuseum, Kaiserslautern